# ТЭЦ Жешув
ТЭЦ Жешув – теплоэлектроцентраль в одноименном городе на юге Польши.
В 1976–1983 годах на площадке станции построили котельню с четырьмя угольными водогрейными котлами WR-25 мощностью по 29 МВт, а в 1986 и 1987 годах их дополнили двумя котлами WP-120 с показателями по 140 МВт, поставленными компанией Rafako из Рацибужа.
В 2003 году объект был преобразован в ТЭЦ, для чего был введен в эксплуатацию энергоблок BGP-100 мощностью 101 МВт, построенный по технологии комбинированного парогазового цикла. Он имеет одну газовую турбину Ansaldo V64.3A (созданную по лицензии Siemens) мощностью до 68,9 МВт, которая через котел-утилизатор питает одну паровую турбину Borsig MAN DK080/250RA1E1Z1 мощностью до 32,4 МВт. Помимо производства электроэнергии блок может поставлять 76 МВт тепла. Его паливная эффективность при производстве электроэнергии составляет 50 %, а с учетом тепловой энергии – 89 %. В качестве топлива блок использует природный газ.
В 2014 году станцию дополнили секцией BGS-30 с четырьмя генераторными комплектами электрической и тепловой мощностью 7,25 МВт и 6,5 МВт соответственно. Каждый комплект состоит из двигателя внутреннего сгорания Rolls-Royce, который приводит в действие генератор ABB.
По состоянию на 2019 год общая электрическая мощность станции составляла 141 МВт при тепловой мощности 528 МВт.
Для удаления продуктов сгорания станция имеет дымоход высотой 203 метра.
Для охлаждения используется вода из реки Вислок.